# プラット・アンド・ホイットニー TF30

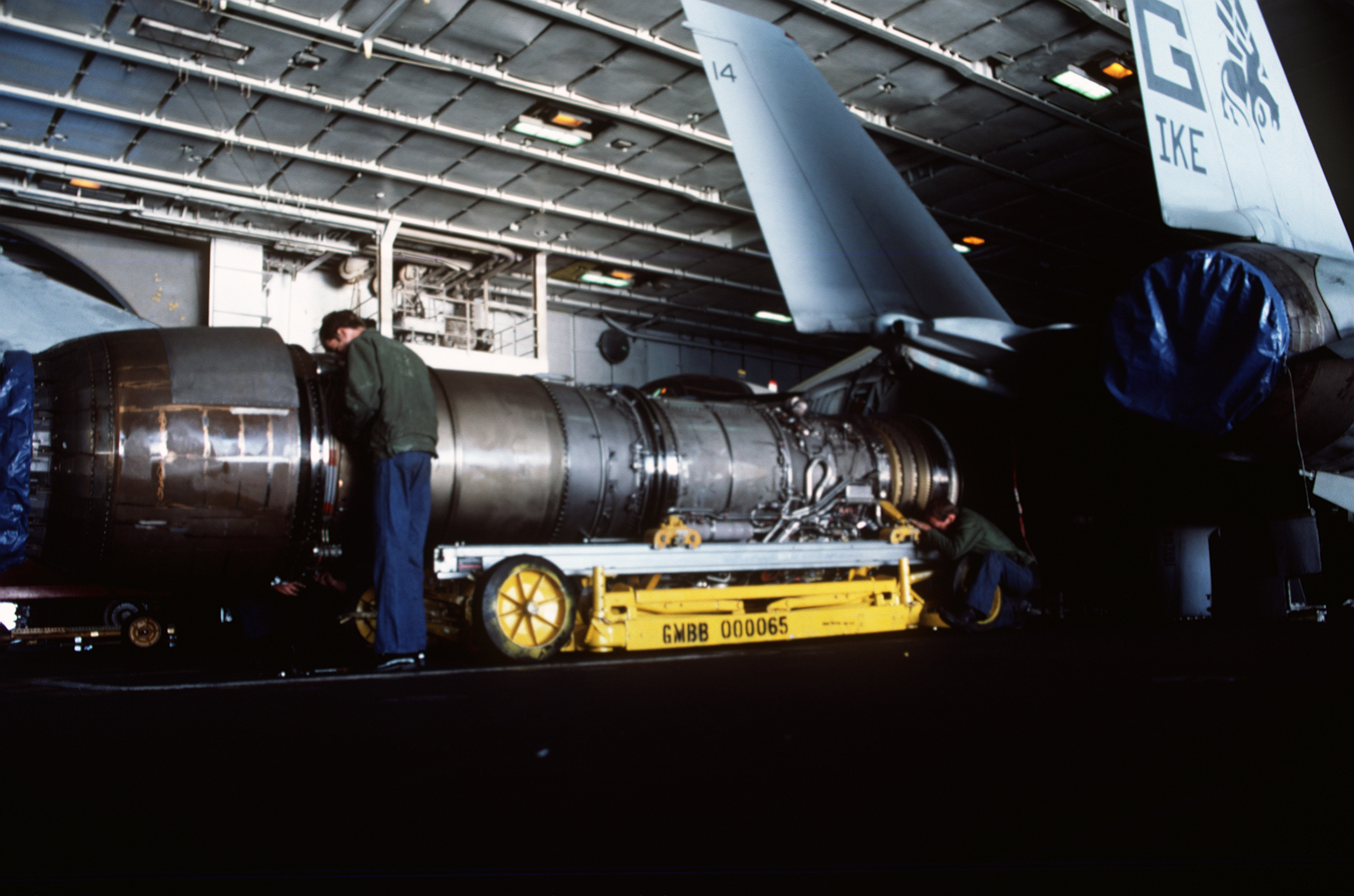
F-14A用のTF30-P-412A

 TF30はプラット・アンド・ホイットニーが製造した航空機用アフターバーナー付き低バイパスターボファンエンジンである。社内での形式はJTF10Aであった。
原型は亜音速機であるF6D用に設計されたもので、アフターバーナーは装備していなかった。F6Dが開発中止となった後にアフターバーナーが付加され、世界初のアフターバーナー付ターボファンになり超音速機への搭載が可能になった。TF30はF-111とF-14に搭載され、A-7にはアフターバーナーを持たない派生型が搭載された。初飛行は1964年で、1986年まで生産された。

## 設計と開発
TF30が導入される前までの超音速ジェット機はターボファンエンジンではなくアフターバーナーを備えたターボジェットエンジンを搭載していた。
ターボジェットエンジンは流入した空気を全てエンジンコアが吸い込むのに対してターボファンの設計においては流入した空気の一部はコアを迂回して流れる。ターボファンエンジンは燃焼効率がターボジェットよりも大幅に向上する。アフターバーナーを備えたターボファンエンジンはアフターバーナーを使用することによって推力が大幅に増えると同時に燃料消費も増える。

### F-111
F-111A/EはTF30-P-103 (aka P-3)ターボファンを使用する。F-111は吸気口の互換性に問題を抱えており、 その多くは翼によって乱れた空気を背後から流入する配置によって障害が発生した。新しいF-111派生機種ではより強力なTF30に応じた仕様の吸気口の設計になった。F-111EはTF30-P-3エンジンを使用し、F-111DはTF30-P-9、F-111FはTF30-P-100を搭載した。

### F-14A
TF30-P-412及びTF30-P-412Aを搭載するF-14は海軍の調達方針により推力･重量比よりも機種間の互換性が優先された為に出力が不足した。(同様の目的で空軍のF15とF16も共通のエンジンを搭載する)F-14Aの推力重量比はF-4と近いが胴体と主翼の設計によりF-4よりも大幅に揚力が増え上昇率も向上した。だがTF30は高い迎え角で積極的に出力を上げようとするとコンプレッサーストールが生じる傾向があるため空中戦での要求に不適合であることが判明した。サージングは高高度での報告がいくつかあったが、実際にはどの高度でも発生する可能性がある。
F-14の問題は同種のエンジンを搭載するF-111では生じなかった。これは攻撃機として使用されていたので飛行中エンジン出力や仰角や高度を変える事は少なかったからである。
ただし、TF30装備機にすべてそのような問題があったわけではなくBlock 65以降は推力を強化し、エンジン制御をデジタル式にしたTF30-414Aとなったことで推力は不足気味なもののコンプレッサーストールはほぼ起きなくなったと言われている。
1980年代末までF-14AはTF30を搭載して海軍で運用された。

## 派生機種
出典:
- XTF30-P-1
- YTF30-P-1
- TF30-P-1
- TF30-P-1A
- TF30-P-2
- TF30-P-3
- TF30-P-5
- TF30-P-6
- TF30-P-6A
- TF30-P-6C
- TF30-P-7
- TF30-P-8
- TF30-P-9
- TF30-P-12
- TF30-P-14
- TF30-P-16
- TF30-P-18
- YTF30-P-100
- TF30-P-100
- TF30-P-408
- JTF10A-10
- TF306

## 搭載機
出典:
- ミラージュF2（英語版）
- ミラージュ G
- ミラージュIII V
- F-111
- F-111C
- EF-111A レイブン
- F-111B
- F-14
  - F-14B/Dはゼネラル・エレクトリック F110を搭載
- LTV A-7A/B/C コルセア II
  - ※A-7D/Eはアリソン TF41を搭載。

## 仕様 (TF30-P-100)
出典：The Engines of Pratt & Whitney: A Technical History
- 形式　ターボファン
- 全長　241.7 in.
- 直径　48.9 in.
- 乾燥重量　3,985 lb.
- 圧縮機2軸 軸流式: 3段のファンと6段の低圧圧縮機, 7段の高圧圧縮機
- 燃焼室　アンニュラー式
- タービン　低圧タービン3段, 高圧タービン1段
- 推力
  - ドライ出力時:14,560 lb
  - アフターバーナー使用時:25,100 lb
- 全圧縮比　19.8
- バイパス比　0.878:1
- タービン入口温度　2150F (1176C)[4]
- 推力重量比　6.30 (A/B使用時)